# Дірк Баутс

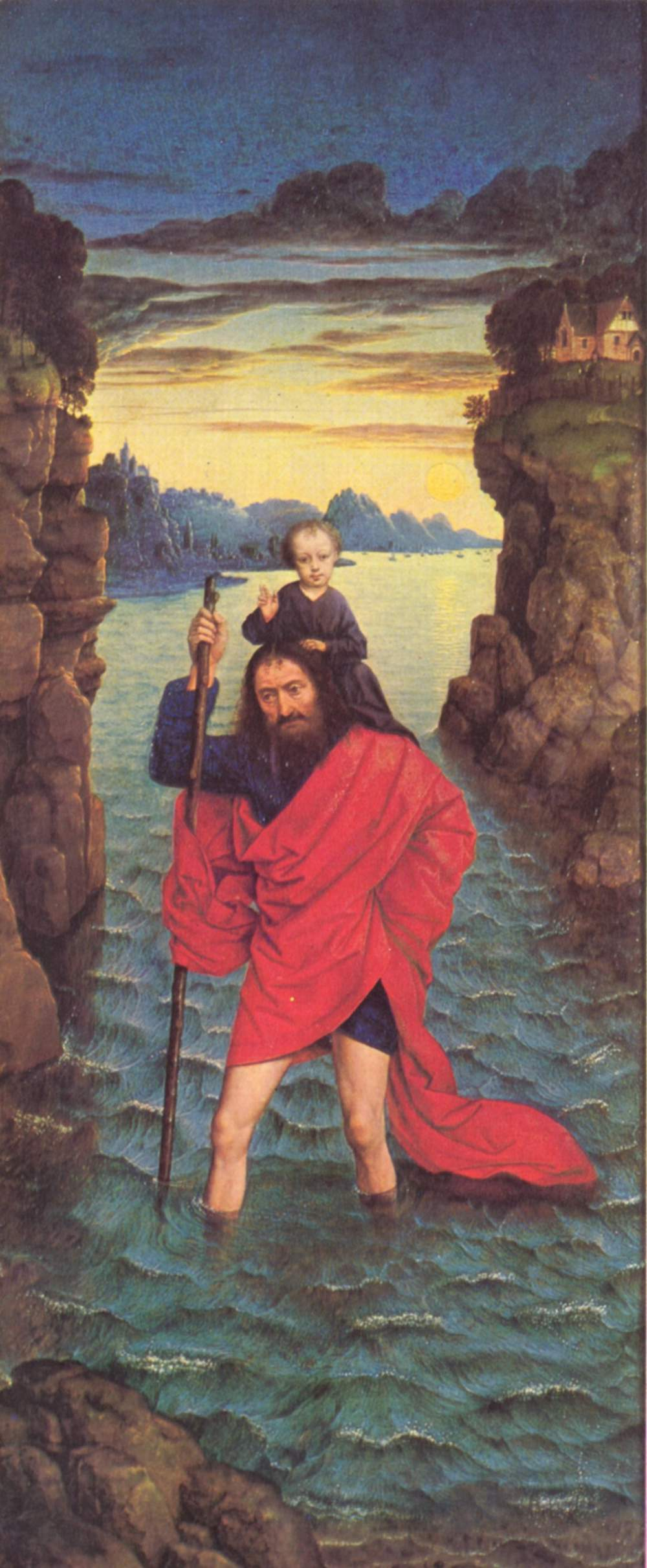
«Святий Христофор», бічна панель триптиха «Перлина Брабанту» (1467—1468). Стара Пінакотека

Дірк Баутс, Боутс (нід. Dirk Bouts, МФА: [bʌu̯ts]; близько 1415, Гарлем — †6 травня 1475, Левен) — нідерландський живописець.
Карел ван Мандер у своїй «Книзі про художників» згадує про те, що Баутс народився в Гарлемі, жив і працював в Левені, де він був міським живописцем з 1468. На Баутса вплинули Ян ван Ейк і Рогір ван дер Вейден.
Вплив Рогіра ван дер Вейдена у творчості Дірка Баутса простежується особливо чітко, тож деякі дослідники припускають, що Дірк був його учнем. У 1447 році він одружився з дівчиною із заможної сім'ї Катаріною Ван де Брюгхен з Левена і переїхав туди. Сини художника, Дірк Молодший і Альберт, теж стали живописцями і працювали в майстерні батька. Як свідчать документи того часу, Баутс був дуже заможним громадянином Левена і отримав звання міського художника в 1468 році.

## Основні роботи
- «Вівтар св. Причастя», 1464—1467, Левен, церква святого Петра
- дві картини «Правосуддя імператора Оттона III», 1468—1475, Брюссель, Королівський музей витончених мистецтв
- вівтарні стулки «Взяття під варту» та «Воскресіння Христа», 1450-і, Мюнхен, Стара Пінакотека
- триптих «Зняття з хреста», Гранада, Капіли Реаль
- «Оплакування», Париж, Лувр
- «Положення в труну», Лондон, Національна галерея
- триптих «Поклоніння волхвів» (т. зв. «Брабантська перлина»), Мюнхен, Стара Пінакотека
- «Це Агнець Божий», Мюнхен, Фонд Віттельсбахів, експонується в Старій пінакотеці
- «Вівтар св. Еразма», Левен, церква святого Петра
- «Вівтар св. Іпполіта», близько 1470, Брюгге, церква Христа Спасителя
- «Портрет молодої людини», 1462, Лондон, Національна галерея
- «Чоловічий портрет», Нью-Йорк, Музей Метрополітен
- «Мадонна, що обіймає Немовля», Нью-Йорк, Музей Метрополітен

## Галерея

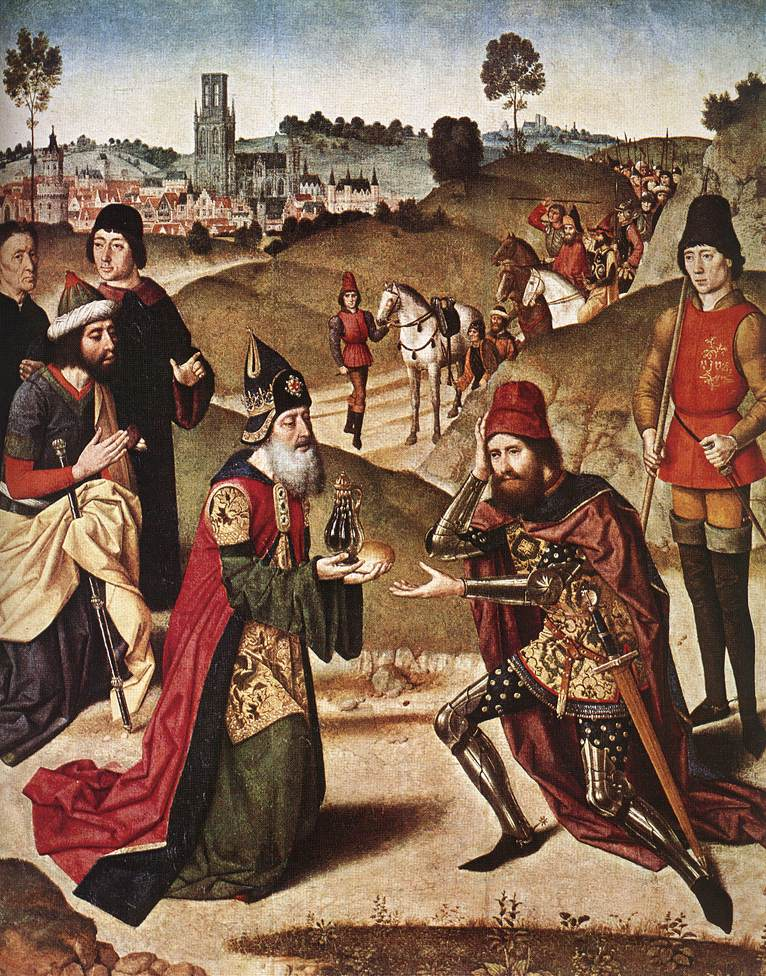
«Зустріч Авраама і Мельхіседека». Ліва створка «Вівтаря св. Причастя»(1464—1467). Левен, церква святого Петра
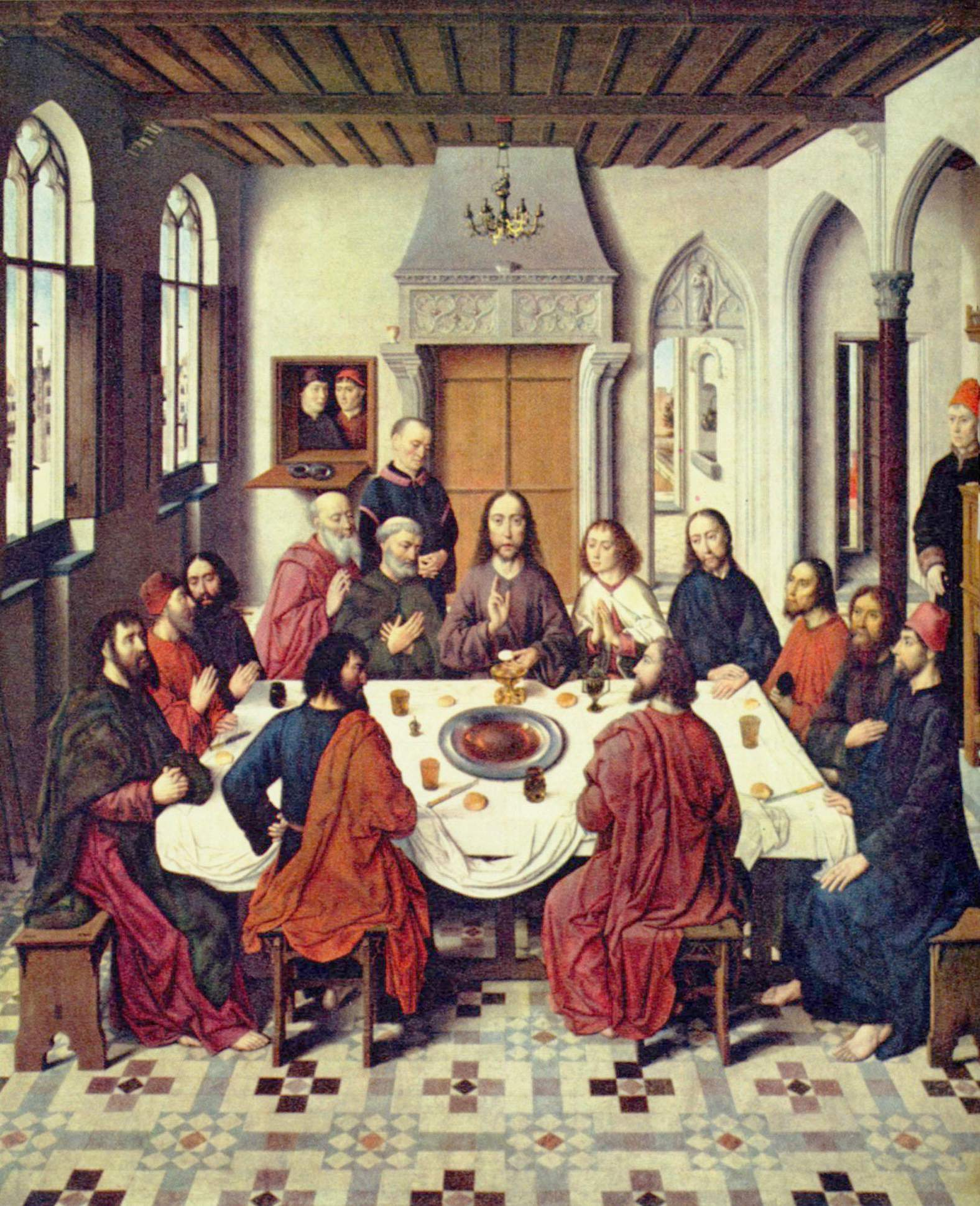
«Тайна вечеря». Центральна частина «Вівтаря св. Причастя» (1464—1467). Левен, церква святого Петра
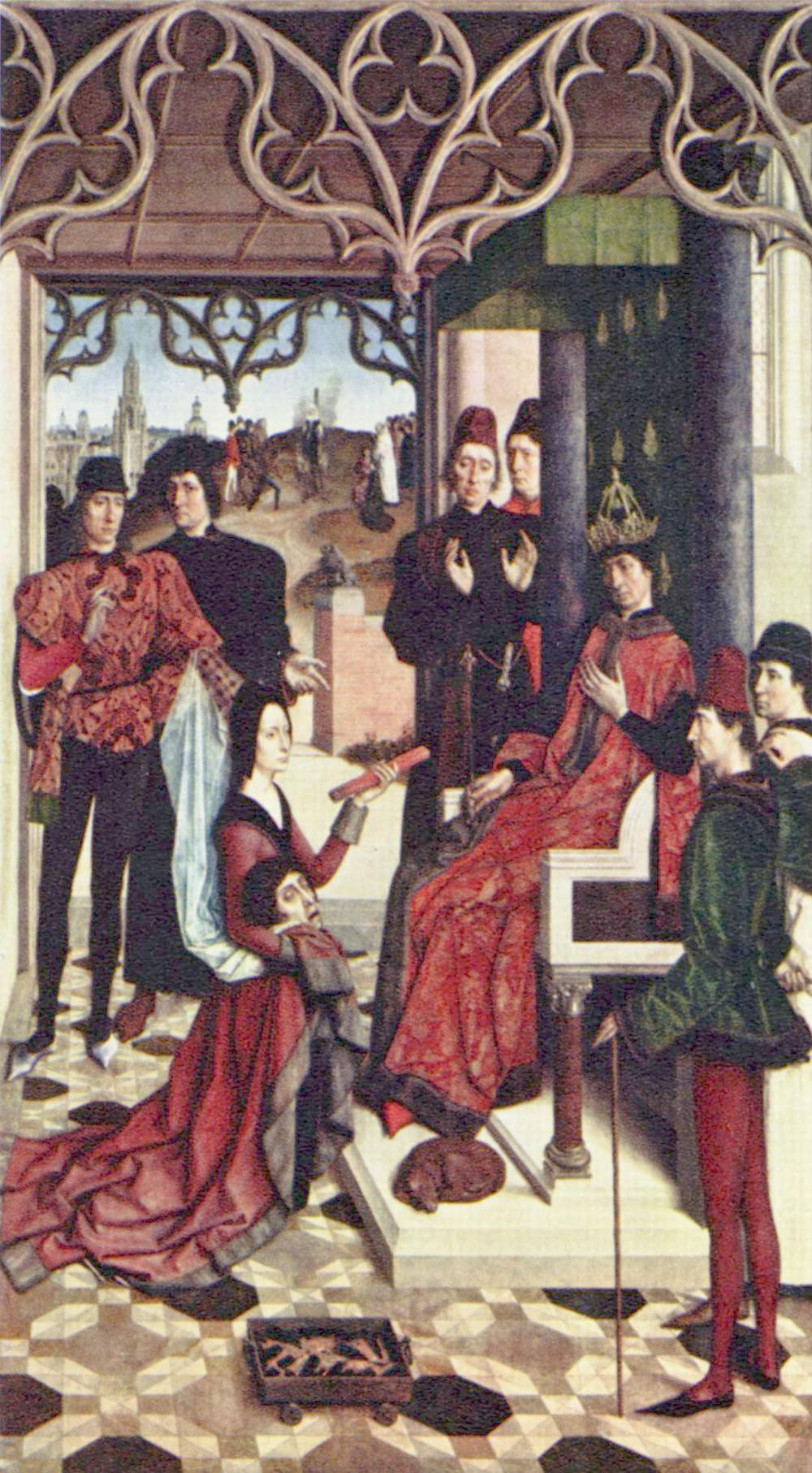
«Випробування вогнем». Одна з двох картин «Правосуддя імператора Оттона III», 1468—1475, Брюссель, Королівські музеї витончених мистецтв
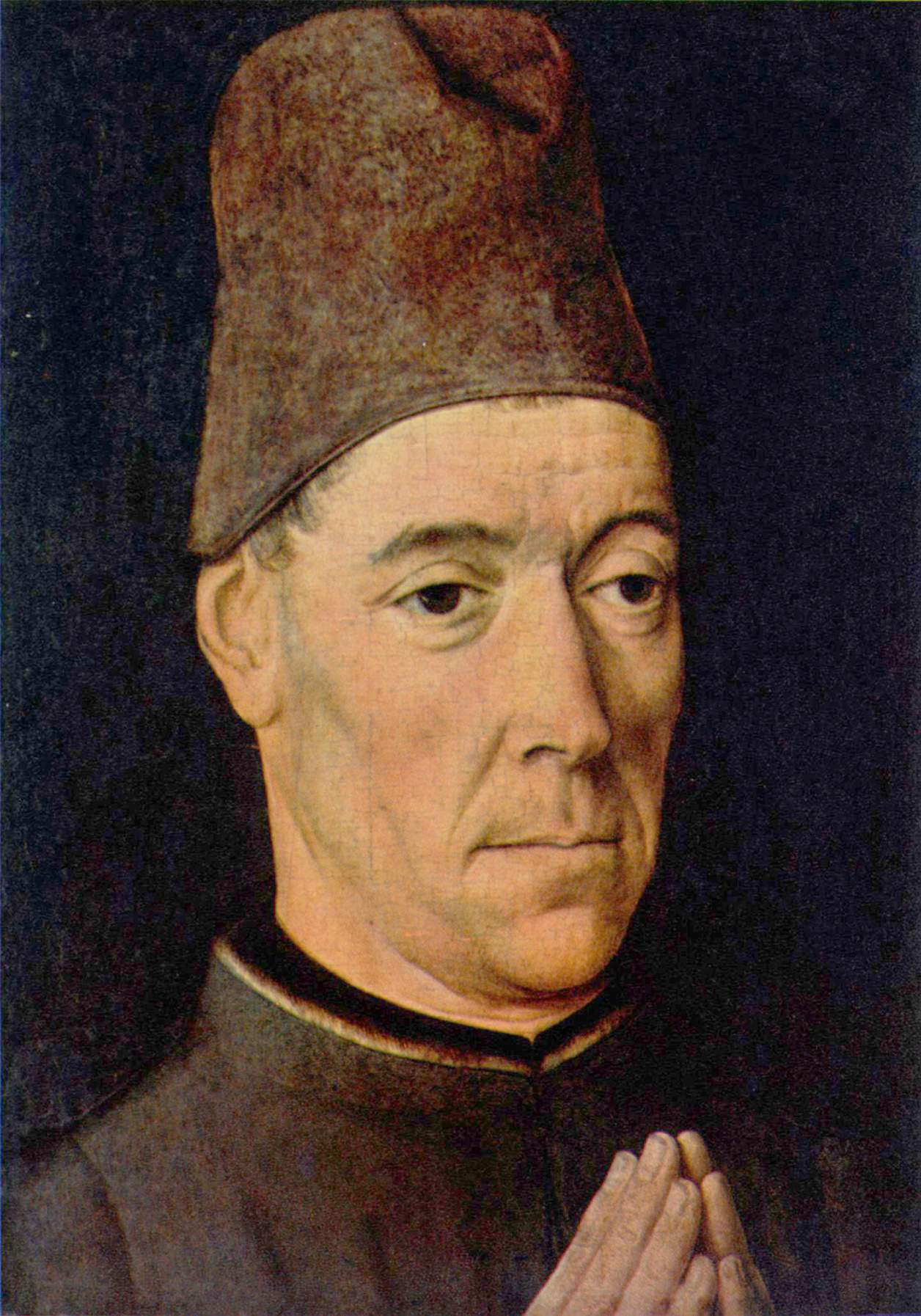
«Чоловічий портрет» (бл. 1460—1470). Нью-Йорк, Музей мистецтва Метрополітен